# 狼人 (2025年電影)
《狼人》（英語：Wolf Man）是一部2025年美國超自然恐怖片，1941年電影《狼人》的重啟版。本片由雷·沃納爾執導並與蔻柏特·塔克（Corbett Tuck）合作編劇，克里斯托福·阿波特、茱莉亞·加納、瑪蒂爾達·佛斯及山姆·贾格主演，傑森·布倫透過布倫屋製片公司製片。電影講述布雷克（Blake，阿波特飾演）與工作狂妻子夏莉特（Charlotte，加納飾演）及女兒（佛斯飾演）從舊金山搬到了俄勒岡州，到布雷克父親遺留的房子度假。但布雷克遭到神秘怪物的襲擊，導致身體產生變化，行為舉止甚至危及家人。
本片於2014年宣布開發，將成為以環球怪物為主的闇黑宇宙旗下作品；亞倫·葛茲考斯基和大衛·卡拉漢受邀撰寫劇本。《神鬼傳奇》（2017年）失敗後，環球影業將環球怪物的重點轉向獨立電影。沃納爾的《隱形人》（2020年）的成功重新點燃了環球影業對環球怪物系列的興趣。他們接受了萊恩·葛斯林的提議，拍攝一部由德瑞克·奇安佛蘭斯執導的新《狼人》電影。但葛斯林和奇安佛蘭斯於2023年離開了項目，沃納爾接任導演。本片2024年初在紐西蘭開拍。
《狼人》由環球影業負責發行，2025年1月17日在美國上映。電影整體獲得褒貶不一的評價，偏向公式化的編劇情節、台詞、單薄的角色刻畫飽受評論家批評，盡管部分評論家讚美了攝影、情感核心、演員表現。

## 剧情
1995年，在俄勒冈州偏远山区，一名徒步旅行者的失踪引发了一种与当地野生动物相关的病毒的猜测。在该地的一次狩猎旅行中，年轻的布雷克·洛佛和严厉的父亲葛雷迪发现森林中潜伏着一个神秘的类人生物，于是躲进了高处的狩猎盲棚。当葛雷迪告诉朋友丹·基尔森林里有一头奇怪的野兽时，丹为了布雷克和自己儿子德瑞克的安全，拒绝了猎杀牠的建议。
三十年后，作家布雷克与女儿金潔和工作狂妻子夏莉特住在旧金山。和现在关系疏远的父亲一样，他也难以控制自己的脾气，这给他的婚姻带来了压力。一天，他收到了早年失踪的葛雷迪的死亡证明以及童年老家的钥匙。他决定去那里度假，希望借此修复与夏莉特的关系。
在寻找路线时，他们遇到了德瑞克，德瑞克带领他们前往房子，但太阳即将落山。就在他们即将到达时，一只怪物突然袭击他们，使他们的车冲出道路，抓伤了布雷克的手臂，并杀死了德瑞克。惊慌失措的布雷克带着家人冲进老宅，打开发电机，并封锁门口，以防怪物闯入。布雷克的手臂流血并受到感染，他开始出现生病的症状：牙齿脱落、大量出汗，并对声音极度敏感。当他听到怪物的动静时，他把耳朵贴在侧门上，却被怪物从寵物門抓住脚并进一步受伤，所幸夏莉特用锤子击退了怪物。
随着时间推移，夏莉特越来越担心布雷克的状况，他开始失去部分运动功能，语言表达和理解能力也逐渐退化。他的头发、牙齿和指甲脱落，取而代之的是獠牙和利爪，他的视力变得模糊，身上开始长出毛发。为了缓解手臂上的疼痛，布雷克像野兽一样啃咬自己的手臂，这一幕吓坏了夏莉特。她注意到外面有一辆破旧的卡车，并设法将其发动。但就在他们准备逃跑时，怪物砸碎了挡风玻璃，迫使他们爬到溫室顶部避难。布雷克示意夏莉特带着金潔回到房子里，而他朝相反方向跑去，引诱怪物跟随自己。
片刻之后，跛行且变得更加畸形的布雷克回来了。他呕吐出一根被咬断的手指，并带着威胁的姿态向夏莉特和金潔逼近，吓得母女俩惊慌失措。意识到自己已经变得危险，他准备离开，但怪物闯入并袭击他们。布雷克奋不顾身地挡在怪物和家人之间，经过一番激烈搏斗，他咬断了怪物的脖子并将其杀死。看到怪物手臂上的纹身，布雷克惊恐地发现，这头怪物竟然是被感染的父亲葛雷迪。此时，他的狼人转化过程已进入最终阶段，他冲出房子，完全失去人性。在无法控制自己的情况下，他袭击了家人，迫使他们逃往附近的谷仓。
布雷克用爪子撕开谷仓的门，利用夜视能力在黑暗中追踪他们，但却不慎踩中了夏莉特布置的捕熊夹。他咬断自己的脚以挣脱陷阱，继续追赶夏莉特和金潔，母女二人逃入森林，并在狩猎盲棚中藏身，等待天亮。布雷克爬了上来，夏莉特用步枪对准他。布雷克的眼神中透出痛苦，他渴望解脱。在最后的片刻，家人彼此深深对视，布雷克扑向夏莉特，而她最终扣下扳机，射杀了他。母女俩抱着垂死的布雷克，含泪告别。随后，她们走出森林，望向山谷，正是布雷克童年时描述过的那片美丽景色。

## 演員
- 克里斯托福·阿波特飾演布雷克·洛佛（Blake Lovell）
  - 札克·錢德勒（Zac Chandler）飾演年幼的布雷克
- 茱莉亞·加納飾演夏莉特·洛佛（Charlotte Lovell）
- 瑪蒂爾達·佛斯飾演金潔·洛佛（Ginger Lovell）
- 山姆·贾格飾演葛雷迪·洛佛（Grady Lovell）
- 班·普倫德加斯特（Ben Prendergast）飾演葛雷迪狼（Grady Wolf）
- 班尼迪克·哈迪（Benedict Hardie）飾演德瑞克（Derek）
- 米洛·高桑尼（英语：Milo Cawthorne）飾演男人
- 雷·沃納爾聲演丹（Dan）

## 製作
2014年7月，環球影業宣布了共同宇宙電影系列的計畫，後來被稱為「闇黑宇宙」，以公司旗下的環球怪物為中心，其中包括《狼人》。2014年11月，亞倫·葛茲考斯基被媒體證實正在編寫環球影業重啟版《狼人》的劇本。 2016年6月，Deadline Hollywood網站報導了巨石強森被考慮出演該角色的傳言。10月，大衛·卡拉漢受聘重寫劇本。2017年，闇黑宇宙首部電影《神鬼傳奇》口碑票房皆敗，導致環球影業決定放棄共享宇宙的概念，將重點轉向講述個別故事，並取消了《狼人》和其他正在開發的電影。

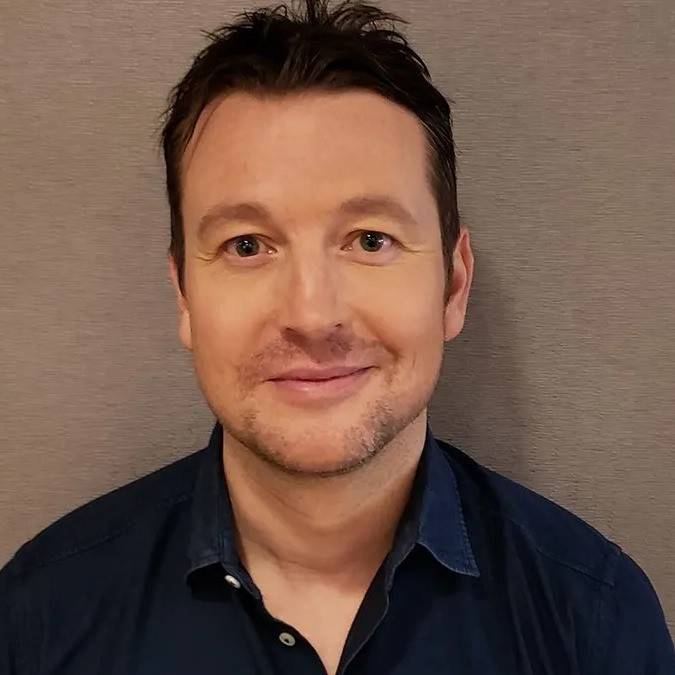
雷·沃納爾先前的怪物電影的成功啟發環球影業繼續製作《狼人》

記者賈斯汀·克羅爾（Justin Kroll）表示，雷·沃納爾的《隱形人》（2020年）在口碑及商業上的成功，令環球影業「廢除了共同宇宙概念」，並放寬了對幕前幕後人才的限制，之後的怪物電影不必強求高成本、「大牌人才」站台，並顧慮MPAA評級。到了2020年初，環球影業已聽取了電影人一年半的專案想法，尋求開發該系列中的其他角色。這些會議包括萊恩·葛斯林提議重拍《狼人》並主演，勞倫舒克·布魯姆（Lauren Schuker Blum）和麗貝卡·安吉洛（Rebecca Angelo）則撰寫了一部與《獨家腥聞》（2014年）風格相似的劇本。幾位電影製片人曾被考慮執導，其中包括柯瑞·芬萊，據報導他的電影《良種動物》（2017年）深受環球影業的喜愛，沃納爾最初拒絕，直到被《隱形人》製片人傑森·布倫建議重新考慮（2020年2月，沃納爾在《隱形人》的新聞採訪中提及有意製作狼人電影）。7月，沃納爾進入了電影前製論述的編寫及導演的洽談。
沃納爾因檔期衝突離開該項目後，德瑞克·奇安佛蘭斯於2021年10月進入編劇和導演談判，此前他曾在《藍色情人節》（2010年）及《末路車神》（2012年）與葛斯林合作過。據2023年12月的報導，奇安佛蘭斯和葛斯林退出了該項目，沃納爾除了與蔻柏特·塔克（Corbett Tuck）合作編劇外，還接管了導演一職，而奇安佛蘭斯則獲得了額外寫作的記名。葛斯林保留了執行製片人的身份，但主演角色被克里斯托福·阿波特取代。在前期製作期間，沃納爾每週為自己的劇組人員舉辦電影放映會，放映了《愛》（2012年）等影片；他指出，《狼人》的初稿在2020年寫成，從COVID-19疫情造成的禁閉及孤立感中汲取靈感，觸及疾病與死亡的不可避免，並透過將故事主要設置在單一地點。2024年，茱莉亞·加納、山姆·賈格和瑪蒂爾達·佛斯加入演出陣容。電影2024年3月17日在紐西蘭上哈特郊區的曼加羅阿展開，由史特凡·杜西奧（Stefan Duscio）擔任攝影指導。亞詹·圖坦受雇擔任本片的假肢設計師兼特效化妝師。

## 宣傳
2024年8月，在奧蘭多環球影城舉辦的萬聖節恐怖之夜期間，一個展位揭露了本片的標誌和預告圖像；9月4日，一名演員登台拍照，扮演電影中的狼人。狼人的設計為「禿頭」、「後腦勺及臉部都長著白色長毛」、「長而骨感的手指」與「鋒利的牙齒」，引起了網路和記者的不同反應。9月6日，環球影業發表了前導預告片、海報和劇情簡介。/Film網站的漢娜·蕭-威廉斯（Hannah Shaw-Williams）表示，發表預告片的時機是針對反響不佳的狼人設計進行「損害控制」，並指出狼人並未出現在此預告片中。

## 發行
《狼人》定檔2025年1月17日在美國上映。此前安排的美國上映日為2024年10月25日。本片原定2025年1月7日在中國戲院舉行的好萊塢首映式，但因帕利塞茲火災而取消。

## 外部連結
- 官方网站
- 互联网电影数据库（IMDb）上《狼人》的资料（英文）
- AllMovie上《狼人》的资料（英文）